# Ivan il Terribile (Prokof'ev)
Ivan il Terribile è la partitura scritta da Sergej Prokof'ev fra il 1942 e il 1945 per il film omonimo del regista Sergej Ėjzenštejn.

## Storia
Prokof'ev incontrò per la prima volta il regista Sergej Ėjzenštejn nel 1937 quando gli venne proposto dalla Mosfil'm di scrivere la colonna sonora per Aleksandr Nevskij. Il musicista fu entusiasta dell'incarico perché ben conosceva e ammirava l'opera del regista. Nel 1941 gli venne prospettato di scrivere la colonna sonora di un nuovo film di  Ėjzenštejn, Ivan il Terribile, commissione che accettò immediatamente. Precedentemente un altro lavoro del regista, Il canale di Ferghana, di cui Prokof'ev doveva scrivere la musica, non venne portato a termine e la partitura abbozzata nel 1939 restò allo stato di progetto. A causa della difficile situazione bellica, su invito delle autorità, Prokof'ev e altri musicisti dovettero spostarsi a Nal'čik nel Caucaso; il musicista stava lavorando alla sua opera Guerra e pace già da qualche mese. Dopo poco tempo però, per le minacce dell'esercito tedesco che si avvicinava al Caucaso, Prokof'ev e gli altri artisti dovettero trasferirsi ancora a Tbilisi in Georgia. Qui interruppe la stesura dell'opera per dedicarsi a scrivere la partitura per Ivan il Terribile; per seguire meglio il lavoro decise, con la compagna Mira, di raggiungere Ėjzenštejn ad Alma-Ata in Kazakistan dove si trovavano provvisoriamente gli studi della Mosfil'm e dove il regista stava attuando le riprese. Oltre al clima di grande collaborazione, dovuto alla stima reciproca, il lavoro tra i due artisti procedeva con facilità poiché Prokof'ev era agevolato dal fatto che Ėjzenštejn conoscesse con competenza la musica.
Il grande progetto cinematografico su Ivan il Terribile doveva comprendere una trilogia sulla vita di Ivan IV di Russia; la scelta di questo argomento era dovuta alla politica staliniana, fortemente propagandistica, sull'atteggiamento unitario della popolazione di fronte alle minacce nemiche durante i periodi terribili della guerra; proprio per la drammaticità degli eventi era necessario essere senza pietà nei confronti di chi violava i confini della patria, come accadeva esattamente nel periodo in cui Prokof'ev e Ėjzenštejn stavano collaborando al film. È più che evidente la coincidenza fra la figura di Ivan con quella di Iosif Stalin, il regista aveva trovato la figura perfetta della storia russa per rappresentare il tempo presente.
Delle tre parti ideate dal regista solo due furono portate a termine; la prima, Ivan il Terribile, completata fra il 1942 e il 1944, venne proiettata il 30 dicembre 1944 riscontrando un'accoglienza trionfale e ottenne nel 1946 il Premio Stalin di prima classe che venne assegnato contemporaneamente sia a Ėjzenštejn sia a Prokof'ev. La seconda, La congiura dei boiardi, che fu realizzata nel 1945, venne duramente criticata dalla censura del Comitato Centrale del Partito Comunista e confiscata nel settembre 1946; la pellicola venne resa pubblica solo nel 1958 durante il Festival Mondiale del Cinema di Bruxelles. La terza parte, intitolata provvisoriamente Le battaglie di Ivan, rimase allo stato di progetto, interrotto prima da un attacco cardiaco che colpì Ėjzenštejn e in seguito dalla sua morte; il lavoro era comunque già minato alle basi dalla censura sovietica.

## Analisi. Colonna sonora e oratorio
La partitura per Ivan il Terribile ha il numero d'opera 116 ed è quasi certo che il musicista, una volta fallito il completamento del film, lo volesse attribuire a una cantata tratta dalle parti che aveva già composto. Il progetto non venne mai realizzato, fu invece Abraham Stassevic, che fu il direttore d'orchestra per la colonna sonora, che arrangiò la musica di Prokof'ev in forma di oratorio per voce recitante, soli, coro e orchestra, articolato in venti brani e che è comunemente eseguita. Stassevic realizzò un lavoro in cui non aggiunse nulla di suo né fece modifiche alla partitura di Prokof'ev, salvo ripetere alcuni brani per meglio collegarli e modificare l'ordine di altri rispetto a quello in cui erano nella colonna musicale; qualche cambiamento si trova anche nell'orchestrazione, soprattutto nell'intensificare alcune famiglie strumentali.
Le prime otto parti dell'oratorio descrivono le scene sull'incoronazione dello zar Ivan IV alternando momenti di grande solennità a contenute invocazioni alla Volontà di Dio. I brani successivi sono celebrativi delle nozze di Ivan con Anastasija. Altri quattro pezzi descrivono lo zar che affronta le minacce dei Tartari e il popolo che intona un inno alla gloria della Russia. La sezione più lunga è la sedicesima che tratta dell'assedio al forte di Kazan; l'introduzione dall'aspetto cupo e intensamente ritmato è seguita da un notturno cantato dal coro. Gli ultimi brani si riferiscono all'organismo di politica repressiva realizzato dallo zar, l'Opričnina; tra questi ha un notevole risalto, per l'intensità ritmica e l'ispirazione folclorica russa, Il canto di Basmanov, dove, insolitamente, ad accompagnamento vi sono dei veri e propri fischi.
Stassevic introdusse la voce narrante con lo scopo di dare uniformità al lavoro, decentrando inoltre la visione del racconto, spostandola dalla crudeltà efferata dello zar Ivan a una considerazione più ampia del periodo storico in cui si svolge la vicenda. La sua realizzazione però non raggiunge una vera struttura drammaturgica di valore, né ha una consistente unitarietà. Sono in realtà solo le pagine di Prokof'ev ad avere la grandiosità musicale che salva l'oratorio.
Nelle due parti finite dell'Ivan il Terribile Prokof'ev riuscì a scrivere una partitura che risultò al tempo stesso vigorosa e poetica al pari di quella composta per l'Aleksandr Nevskij. La grande capacità evocativa, l'ispirazione epica e l'intensità lirica che il compositore è riuscito a infondere nella sua musica, oltrepassa di molto la qualità riscontrabile nelle più valide scritture di colonne musicali cinematografiche.

## Organico orchestrale
Ottavino, due flauti, due oboi, corno inglese, tre clarinetti, clarinetto piccolo, clarinetto basso, tre sassofoni, tre fagotti, controfagotto, quattro corni, cinque trombe, tre tromboni, due basso tuba, timpani, triangolo, rullante, tamburo basco, piatti, grancassa, tam-tam, campane, xilofono, due arpe, pianoforte, archi